# Denis Godefroy
Denis Godefroy (Parigi, 1549 – Strasburgo, 1622) è stato un giurista francese.
Cattolico convertitosi al protestantesimo, ebbe ruoli di potere nella città di Basilea e varie cattedre nelle più note università d'Europa. Come giurista emerse per un'edizione del Corpus iuris civilis (1583). Suo figlio fu il celebre storico Théodore Godefroy.